# Gélatine nutritive
La gélatine nutritive est utilisée pour l'étude de l'hydrolyse de la gélatine.

## Composition
- Extrait de viande : 3,0 g
- Peptone : 5,0 g
- Gélatine : 120,0 g

pH = 6,8

## Préparation
128 g/L. Autoclavage classique. Refroidir en dessous de 20 °C pour solidifier.

## Lecture
Ajouter après culture une solution de chlorure de mercure. L'absence de précipité autour des colonies traduit l'absence de gélatine, donc la protéolyse par la bactérie (gélatinase +). Il est plus simple d'utiliser la technique à la pellicule photo ou la gélatine de Köhn.